# Platz der 11 Frauen
Der Platz der 11 Frauen befindet sich in Kassel beidseitig der Friedrich-Ebert-Straße als Teilbereich des „Bürgerparks Motzberg“. Er wurde während der städtebaulichen Umgestaltung des Grünzugs Motzberg in der Zeit von Oktober 2016 bis März 2017 eingerichtet. Unmittelbar südlich des Platzes erinnert seit 2021 eine moderne Skulptur unter dem großen Baumbestand an 11 historisch bedeutende Frauen aus Kassel.
Das Werk „11 Frauen – 11 Jahrhunderte“ der US‐amerikanischen Künstlerin Linda Cunningham wurde im Mai 2021 dort aufgestellt und am 7. Juli 2021 im Beisein der Künstlerin eingeweiht. Die Anregung dazu ging von dem Projekt gleichen Namens beim Stadtjubiläum „kassel1100“ im Jahr 2013 aus, als das projektbegleitende Buch „ehe die Spuren verwehen …“, 11 Frauen – 11 Jahrhunderte erschien. Die Skulptur besteht aus sechs beidseitig bedruckten und teilweise über zwei Meter hohen Glaspaneelen, die an zwei nebeneinander stehenden Metallsäulen befestigt sind. Auf deren zwölf trapezförmigen und unterschiedlich großen Flächen wird mit Text- und Bildelementen über das Leben der elf Frauen und ihr Wirken informiert.
Die 11 Frauen sind:
- Anna von Hessen (1485–1525), Landgräfin von Hessen
- Elisabeth von Hessen (1596–1625), Herzogin von Mecklenburg
- Gertrud Elisabeth Mara (1749–1833), Opernsängerin
- Louise von Bose (1813–1883), Wohltäterin der Armen
- Malwida von Meysenbug (1816–1903), Schriftstellerin und Frauenrechtlerin
- Sophie Henschel (1841–1915), Unternehmerin und Mäzenin
- Auguste Förster (1848–1926), Pädagogin und Frauenrechtlerin
- Luise Greger (1861–1944), Komponistin und Sängerin
- Sara Nussbaum (1868–1956), Rot-Kreuz-Schwester und Holocaust-Überlebende
- Elisabeth Selbert (1896–1986), Politikerin und Juristin, eine der vier „Mütter des Grundgesetzes“
- Christine Brückner (1921–1996), Schriftstellerin